# Кайдзу

35°13′14″ пн. ш. 136°38′12″ сх. д. / 35.22056° пн. ш. 136.63667° сх. д.
Ка́йдзу (яп. 海津市, かいづし, МФА: [kai̯d͡zu ɕi̥]) — місто в Японії, в префектурі Ґіфу.

## Короткі відомості
Розташоване в південно-західній частині префектури, між річками Кісо, Наґара й Ібі. Центральні райони міста пролягають в низині, нижче рівня вод річок, і оточені ззовні дамбами. Виникло на основі сільських поселень раннього нового часу. Отримало статус міста 28 березня 2003 року. Основою економіки є сільське господарство, вирощування мандаринів і помідорів, харчова промисловість, комерція. Станом на 1 квітня 2009 площа міста становила 112,31 км².

## Демографія
За даними японського перепису населення, чисельність населення Кайдзу досягла піка близько 2000 року і з того часу постійно зменшується. Станом на 1 липня 2011 населення міста становило 37 553 осіб.